# Centro Comercial do Restelo

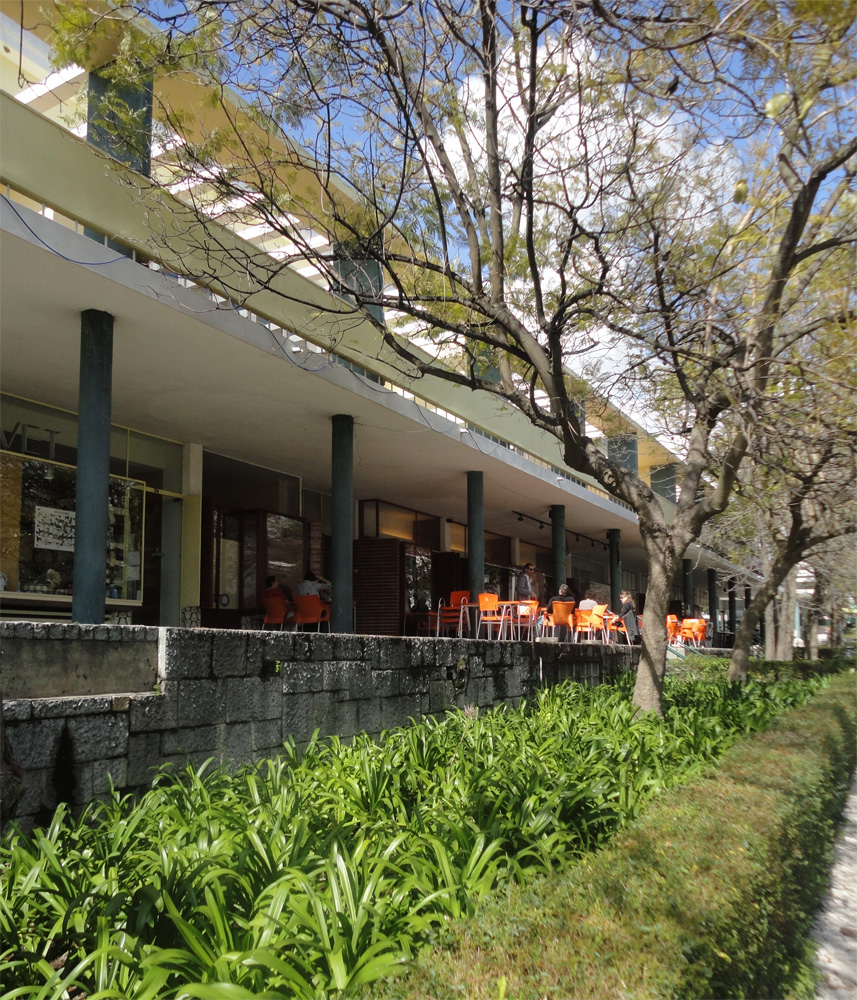
Seitenansicht des Einkaufszentrums, entworfen von Raúl Chorão Ramalho

Das Centro Comercial do Restelo ist ein Einkaufszentrum im Stadtteil Restelo der portugiesischen Hauptstadt Lissabon.

## Geschichte
In den 1940er Jahren entstanden in Restelo neue Wohnquartiere. Um dem Fehlen von Versorgungseinrichtungen entgegenzuwirken, gab die Câmara Municipal von Lissabon den Bau eines Einkaufszentrums in Auftrag. Der Architekt Raúl Chorão Ramalho errichtete zwischen 1949 und 1956 an der Rua Duarte Pacheco Pereira das erste frei stehende Einkaufszentrum des Landes.

## Beschreibung
Das Einkaufszentrum besteht aus zwei symmetrischen Blöcken zu beiden Seiten der Straße. Im Erdgeschoss befinden sich die einzelnen Geschäfte. Die Fassade wird durch Säulen rhythmisch gegliedert. Im ersten Stock sind Appartements untergebracht. Geschmückt wird der Bau durch Fliesen des portugiesischen Künstlers Querubim Lapa.
Am 31. Dezember 2012 wurde es als Monumento de Interesse Público klassifiziert.